# リリス (山下久美子の曲)
「リリス」は、1987年7月1日に、日本コロムビアからリリースされた山下久美子の18枚目のシングル。

## 作品概要
- アルバム『POP』からの先行シングルで、アルバムには「リリス」[注 1]と、「STAY」のアルバムバージョンが収録されている。

## 収録曲
| 全作詞: 山下久美子、全作曲・編曲: 布袋寅泰。 |            |            |            |      |
| #                                            | タイトル   | 作詞       | 作曲・編曲 | 時間 |
| 1.                                           | 「リリス」 | 山下久美子 | 布袋寅泰   | 4:54 |
| 2.                                           | 「STAY」   | 山下久美子 | 布袋寅泰   | 5:21 |
| 合計時間:                                    | 合計時間:  | 10:15      |            |      |